# 淤加美神

神産み神話（イザナギ・イザナミが生んだ神々） SVGで表示（対応ブラウザのみ）

淤加美神（オカミノカミ）、または龗神（神）は、日本神話に登場する神。『古事記』では淤加美神、『日本書紀』では龗神と表記する。

## 概要
日本神話では、神産みにおいて伊邪那岐神が迦具土神を斬り殺した際に生まれたとしている。
『古事記』及び『日本書紀』の一書では、剣の柄に溜った血から闇御津羽神（クラミツハノカミ）とともに闇龗神（クラオカミノカミ）が生まれ、『日本書紀』の一書では迦具土神を斬って生じた三柱の神のうちの一柱が高龗神（タカオカミノカミ）であるとしている。
高龗神は貴船神社（京都市）の祭神である。

## 系譜
『古事記』においては、淤加美神の娘に日河比売がおり、須佐之男命の孫の布波能母遅久奴須奴神と日河比売との間に深淵之水夜礼花神が生まれ、この神の3世孫が大国主神であるとしている。
また、大国主の4世孫の甕主日子神は淤加美神の娘・比那良志毘売を娶り、多比理岐志麻流美神をもうけている。

## 原義
龗（オカミ）は龍の古語であり、龍は水や雨を司る神として信仰されていた。
「闇（クラ）」は谷間を、「高（タカ）」は山の上を指す言葉である。

## 祭祀
先の貴船神社のほか、丹生川上神社（奈良県吉野郡）では罔象女神とともに祀られており、また、全国に「意加美神社」などと称する神社がある。